# Viên kim cương Cullinan

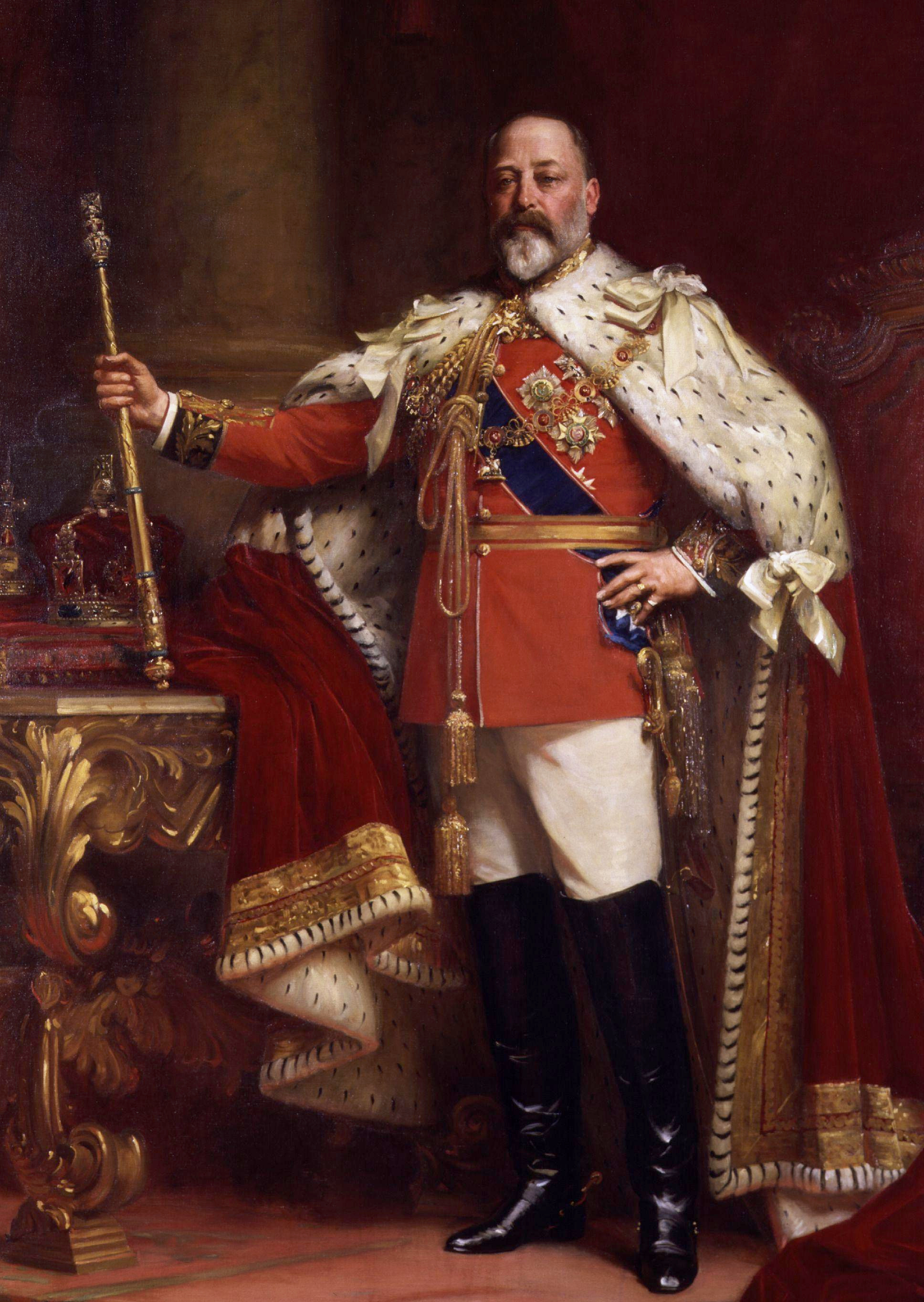
Edward VII và cây vương trượng

Cullinan (Cullinan Diamond), là viên kim cương thô lớn nhất thế giới từng được tìm thấy trên Trái Đất cho đến nay. Nó có khối lượng lên đến 3.106,75 cara (621,350 g).
Vào tháng 4 năm 1905, viên kim cương được mang đến Luân Đôn, dù rất được công chúng quan tâm, nhưng sau 2 năm vẫn không có ai chịu mua nó. Năm 1907, chính phủ Thuộc địa Transvaal mua lại viên kim cương Cullinan và Thủ tướng Louis Botha đã tặng nó cho Edward VII, Vua của Vương quốc Anh. Sau đó viên kim cương được đẽo gọt thành 9 viên đá nhỏ hơn. Trong đó viên kim cương lớn nhất là viên Cullinan I hay còn gọi là "Ngôi sao sáng nhất châu Phi", có khối lượng lên đến 530,4 cara (106,08 g), cũng chính là viên kim cương qua tạo tác lớn nhất thế giới cho đến nay. Nó được gắn trên cây vương trượng của Quốc chủ Anh. Ngoài ra còn 8 viên nhỏ hơn và gần 100 viên nhỏ khác được tạo tác từ những viên vụn khi đẽo gọt từ Cullinan.

## Sự tìm thấy và tên gọi
Viên kim cương Cullinan được tìm thấy ngày 26-1-1905 tại mỏ Premier thuộc tỉnh Gauteng, cách thủ đô chính của nước Cộng hoà Nam Phi là Pretoria 40 km.
Câu chuyện được kể rằng, người quản lý mỏ kim cương Premier là Frederick Wells sẩy chân suýt ngã vì vấp phải hòn đá to bằng nắm tay. Hòn đá to đến nỗi ông cho rằng là mảnh thủy tinh được chôn như một trò đùa. Sau đó người ta mới phát hiện ra nó không phải là mảnh thủy tinh mà là một viên kim cương lớn nhất từng được tìm thấy, nặng đến 3.106,75 carat và viên kim cương được gọi là Cullinan theo tên của chủ tịch công ty, ngài Thomas Cullinan. Có tài liệu cho rằng một người thợ mỏ tên là Thomas Evan Powell đã tìm thấy nó.

## Sở hữu và tạo tác

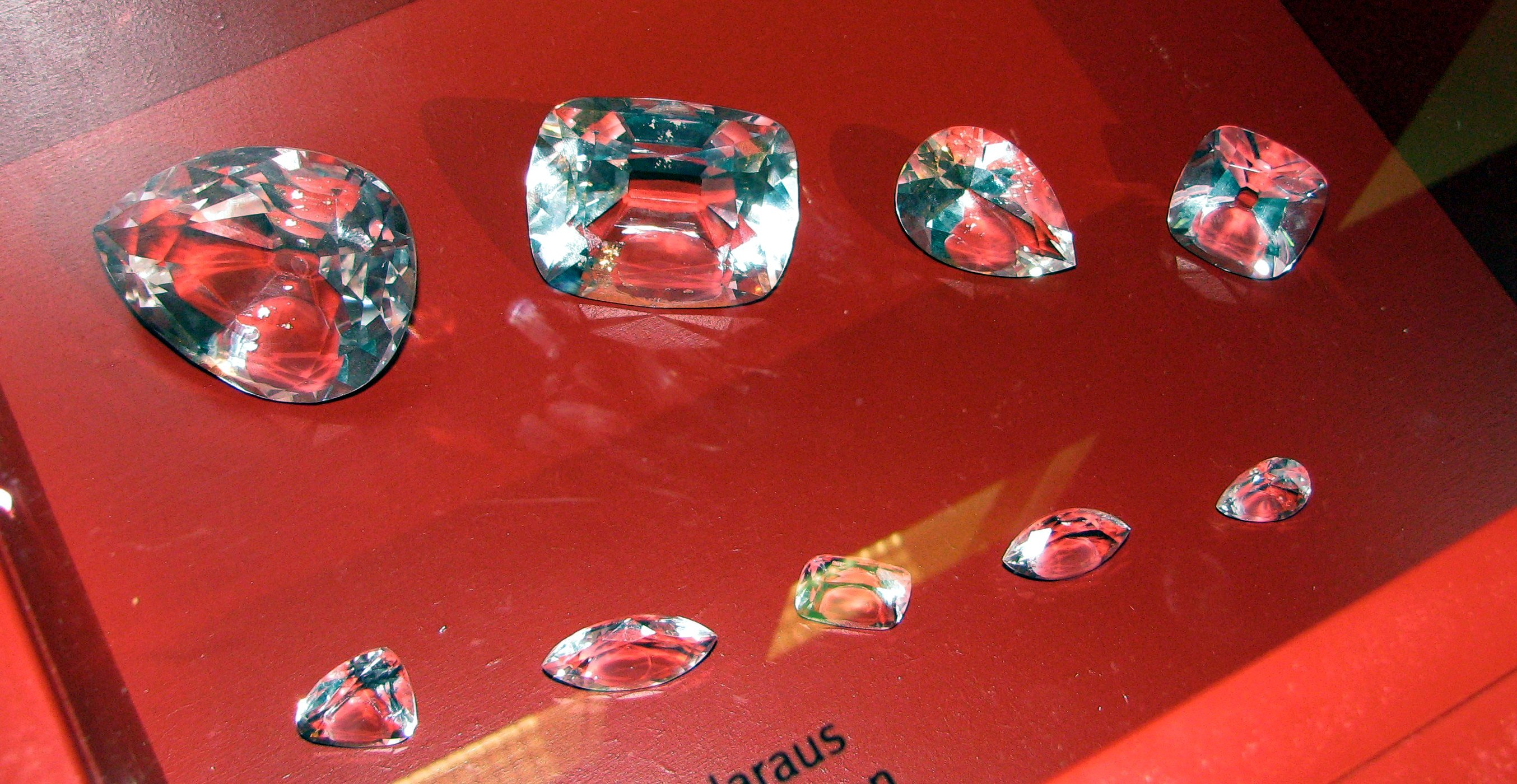
Bản sao 9 viên kim cương được cắt ra từ viên kim cương Cullinan

Sau khi được phát hiện năm 1905, viên kim cương Cullinan được chính quyền thuộc địa Transvaal mua lại để dâng tặng nhà vua Anh lúc bấy giờ là Edward VII nhân ngày sinh nhật để thể hiện lòng trung thành của chính quyền thuộc địa sau khi họ thất bại trong cuộc chiến Boer. Quốc hội thuộc địa đã bỏ phiếu dâng tặng, nhưng lòng tự trọng buộc vua Anh từ chối món quà. Nhưng nhà chính trị trẻ đang nổi là Winston Churchill, cựu chiến binh của cuộc chiến Boer đã thuyết phục nhà vua nhận viên kim cương này.
Việc vận chuyển viên kim cương rời Nam Phi đến Anh cũng là một câu chuyện đầy kịch tính. Nhà chức trách thuộc địa đã tìm cách nghi binh để đánh lừa những đối tượng có ý định chiếm đoạt viên kim cương trong lúc vận chuyển. Họ để viên kim cương giả trong một chiếc két sắt và mang lên tàu, xung quanh có lính đứng canh cả ngày lẫn đêm. Trong khi đó khối kim cương thật được gửi bằng thư đảm bảo và đến phòng thư cung điện Buckingham một tháng sau đó.
Viên kim cương Cullinan được giao cho nhà tạo tác Joseph Asscher, được xem như là thợ cắt kim cương điêu luyện nhất thời bấy giờ. Ông đã bỏ ra hàng tháng để nghiên cứu mọi góc cạnh để quyết định nhát cắt đầu tiên, vì công nghệ thời bấy giờ còn thô sơ và việc cắt gọt kim cương là một việc đòi hỏi công phu và nguy hiểm, chỉ một sai sót nhỏ sẽ phá huỷ mọi thứ. Cuối cùng ông đã quyết định gài một thanh kiếm và dùng cái vồ để đập, nhưng thanh kiếm đã vỡ vụn. Khi nhát cắt thành công, ông vui sướng đến nỗi ngất đi. Khi tỉnh lại ông mất đến 38 ngày để cắt viên kim cương. Ban đầu nó được cắt ra làm 3 phần lớn rồi sau đó đẽo gọt thành 9 viên và gần 100 viên nhỏ từ những phần vỡ vụn.
Tất cả những viên đá này đều thuộc quyền sở hữu của Vương thất Anh. Viên lớn nhất được gắn trên vương trượng vua Anh được gọi là Cullinan I hay viên kim cương "Ngôi sao sáng nhất châu Phi".

## Liên kết
- The Cullinan – a detailed account with pictures
- The Monarchy Today: The Crown Jewels
- Daily Mail article with many photographs
- Cổng thông tin Địa chất